# Дональд, Джеймс
Джеймс До́нальд (англ. James Donald; род. 18 мая 1917, Абердин, Шотландия, Великобритания; умер 3 августа 1993, Западный Тайтерли, Уилтшир, Англия, Великобритания) — шотландский актёр. Будучи высоким и худым, он чаще всего играл военных офицеров, докторов или учёных.

## Биография
Дональд родился в Абердине и дебютировал на сцене примерно в конце 30-х годов, будучи ещё учащимся школы Rossall. Во время Второй мировой войны он сыграл второстепенные роли в таких классических пропагандистских фильмах, как «В котором мы служим», «Went the Day Well?», «Путь вперёд», а также сыграл мистера Винкла в фильме 1952 года «Записки Пиквикского клуба». Однако, свою первую главную роль он получил лишь в 1958 году, когда сыграл Тео ван Гога в фильме «Жажда жизни».
Среди его работ в театре такие пьесы как «Present Laughter» (1943) Ноэля Кауарда, где Кауард сыграл самого себя, «The Eagle with Two Heads» (1947), «You Never Can Tell» (1948) и «The Heiress» (1949) с Ральфом Ричардсоном, Пегги Эшкрофт и Дональдом Синденом.
Он незабываемо изображал майора медицинской службы Клиптона, который выражал серьёзные сомнения относительно разумности попыток полковника Николсона (Алек Гиннесс) построить мост, чтобы превзойти японцев в фильме «Мост через реку Квай» (1957), где его заключительные слова: «Безумие. Безумие!». Он также сыграл полковника авиации Рэмси, старшего британского офицера, в фильме «Большой побег» (1963), а также второстепенные роли в других известных британских и американских фильмах, включая «Викинги» (1958), «Король Крыса» (1965), «Откинь гигантскую тень» (1966) и «Куотермасс и колодец» (1967).
Дональд сыграл главную роль в телевизионной адаптации 1960 года книги Арчибальда Кронина «Цитадель» и регулярно появлялся во многих других телевизионных драмах в Великобритании и США, а также в театре. В 1961 году он сыграл принца Альберта в постановке «Зал славы Hallmark», основанной на пьесе «Victoria Regina» Лоуренса Хаусмэна.

## Фильмография
| Год          |    | Русское название               | Оригинальное название                  | Роль                     |
| ------------ | -- | ------------------------------ | -------------------------------------- | ------------------------ |
| 1939         | тф | Двенадцатая ночь               | Twelfth Night                          | Валентин                 |
| 1942         | ф  | В котором мы служим            | In Which We Serve                      | док                      |
| 1944         | ф  | Путь вперёд                    | The Way Ahead                          | рядовой Ллойд            |
| 1948         | ф  | Маленький голос                | The Small Voice                        | Мюррэй Бёрн              |
| 1949         | ф  | Эдвард, мой сын                | Edward, My Son                         | Бронтон                  |
| 1949         | ф  | Тротти Тру                     | Trottie True                           | лорд Диби Лэндон         |
| 1950—1959    | с  | BBC воскресенье - Ночной театр | BBC Sunday-Night Theatre               | Филип Стёрджесс          |
| 1951         | ф  | Белые коридоры                 | White Corridors                        | Нэйл Меринер             |
| 1951 — н. в. | с  | Зал славы Hallmark             | Hallmark Hall of Fame                  | Генри Хиггинз            |
| 1952         | ф  | Записки Пиквикского клуба      | The Pickwick Papers                    | Натаниэль Уинкл          |
| 1954         | ф  | Боб Раммелл                    | Beau Brummell                          | лорд Эдвин Мерсер        |
| 1955—1962    | с  | Альфред Хичкок представляет    | Alfred Hitchcock Presents              | Гарри Поуп               |
| 1956         | ф  | Жажда жизни                    | Lust for Life                          | Тео ван Гог              |
| 1956—1961    | с  | Театр 90                       | Playhouse 90                           | Майлз Дэншоу             |
| 1957—1959    | с  | Подозрение                     | Suspicion                              | Томасон                  |
| 1957         | ф  | Мост через реку Квай           | Bridge on the River Kwai               | майор Клиптон            |
| 1958         | ф  | Викинги                        | The Vikings                            | Эгберт                   |
| 1961—1963    | с  | Шоу Дика Пауэлла               | The Dick Powell Theatre                | майор Фрэйзер            |
| 1961—1966    | с  | Бен Кэйси                      | Ben Casey                              | доктор Элвин Маккензи    |
| 1963         | тф | Пигмалион                      | Pygmalion                              | Генри Хиггинз            |
| 1963         | ф  | Большой побег                  | The Great Escape                       | полковник авиации Рэмси  |
| 1963—1967    | с  | Боб Хоуп представляет          | Bob Hope Presents the Chrysler Theatre | коммандер Джон Макаулифф |
| 1965         | ф  | Король Крыса                   | King Rat                               | доктор Кеннеди           |
| 1966         | ф  | Откинь гигантскую тень         | Cast a Giant Shadow                    | майор Сафир              |
| 1967         | ф  | Шутники                        | The Jokers                             | полковник Гурни Симмс    |
| 1967         | ф  | Куотермасс и колодец           | Quatermass and the Pit                 | доктор Мэтью Рони        |
| 1969         | ф  | Ганнибал Брукс                 | Hannibal Brooks                        | Падре                    |
| 1969         | ф  | Королевская охота за солнцем   | The Royal Hunt of the Sun              | король Карлос            |
| 1969         | тф | Дэвид Копперфилд               | David Copperfield                      | мистер Мёрдстоун         |
| 1975         | ф  | Недостойное поведение          | Conduct Unbecoming                     | доктор                   |
| 1978         | ф  | Вечный сон                     | The Big Sleep                          | инспектор Грегори        |